# Iizuna
Iizuna (飯綱町, Iizuna-machi) est un bourg situé dans le district de Kamiminochi de la préfecture de Nagano, au Japon.

## Géographie

### Démographie
Iizuna rassemblait 11 365 habitants en 2013.

## Histoire
Le bourg d'Iizuna résulte de la fusion officialisée en 2005 des villages de Samizu et Mure.

## Culture locale et patrimoine
Le bourg d'Iizuna inclut la station de ski Iizuna Kogen, qui a accueilli des épreuves des Jeux olympiques d'hiver de 1998.